# 全日本ツーリングカー選手権 (1985年-1993年)
全日本ツーリングカー選手権（ぜんにほんツーリングカーせんしゅけん、Japan Touringcar Championship：JTC）は、自動車レースの1カテゴリー。市販車をベースとして改造を施したツーリングカーで争われた。

## 概要
1985年（昭和60年）から1993年（平成5年）までの全日本ツーリングカー選手権は、市販量産車両を国際自動車連盟（FIA）の定めるグループA規定に沿って改造された車両が使用されたセミ耐久レースで、排気量別の3クラス制で勝敗が争われた。
シリーズの中で富士スピードウェイで行われたレースにはインターTECの名称が付けられ、1987年は世界ツーリングカー選手権（WTC）の1戦として開催された。

## 歴史

### 1985年（昭和60年）
6月2日にスポーツランドSUGOで開幕し、11月10日に富士スピードウェイで閉幕するまで、全5戦で争われた。
開催初年度の主な参戦車両は、ヨーロッパツーリングカー選手権（ETC）で既に活躍していたトヨタAE86型カローラレビン（Div.1）、日産からR30型スカイライン（Div.3）、S12型シルビア（Div.2）、外車ではBMWM635CSi（Div.3）、VWシロッコ（Div.2）が参加した。
シーズン途中からはホンダAT型シビックSi（Div.1）が参戦。最終戦の国際格式レース、インターTECにはETC王者のボルボ240ターボが来日、圧倒的強さで1-2フィニッシュを達成した。また欧州で活躍していたMA64型スープラ・三菱スタリオン（共にDiv.3）も凱旋来日した。
初代シリーズチャンピオン（総合）は2勝したBMW635を駆る長坂尚樹が獲得した。この他カローラレビン1勝、シビック1勝、ボルボ1勝。

### 1986年（昭和61年）
三菱ワークスのスタリオンが本格参戦。スカイライン、BMWとの三つ巴に。また、この年からカムシャフトのリフト量の変更が解禁された。
しかし灼熱の菅生ではカローラレビンが、豪雨の西仙台ハイランドではFFのAE82型カローラFXが総合優勝する波乱も。Div.2にはレイトンハウスからメルセデス・ベンツ190E 2.3-16が参戦。Div.3を上回る速さを見せるも1度も完走できなかった。
シリーズチャンピオンはR30型スカイラインを駆った鈴木亜久里が獲得した。スカイライン2勝、スタリオン1勝、AE86型カローラレビン1勝、AE82型カローラFX1勝、ボルボ1勝（インターTEC2連覇）。

### 1987年（昭和62年）
トヨタ・チーム・トムス（TTT）がMA70型スープラを投入し、いきなりデビューウィン（菅生）。日産もR31型スカイラインのエボリューション・モデルGTS-Rを投入するなど、グループAでもワークス戦争が本格化してきた。こうしたワークスマシンを相手に、プライベートチームが持ちこんだフォードシエラRSコスワース（シーズン途中からエボリューションモデルのRS500に）が圧倒的速さを見せる。この他、Div.2にオートビューレックからBMWM3がデビュー。
インターTECはこの年世界選手権がかけられ、遠来のエッゲンバーガー（1985年にボルボを走らせたチーム）のワークス･フォードシエラRS500が圧勝した。
シリーズチャンピオンはフォードシエラRS500を駆った長坂尚樹が2度目の獲得。シエラRSコスワース1勝、エボリューションモデルのシエラRS500が2勝、スタリオン2勝、スープラ1勝。

### 1988年（昭和63年）
この年から、排気量2.5L超のクラスがクラス1、2.5L以下がクラス2、1.6L以下がクラス3と改称された。シリーズ開始当初は、バラエティに富んだ参加車両だったが、この頃になるとだいぶ淘汰が進むようになった。
クラス1は、スープラ、スカイライン、フォードシエラ、スタリオンの4車種のみに。このうちスタリオンは、他メーカーがエボリューションモデルを投入してきたこともあり、苦戦を強いられるようになってきた。またスープラは、FIAのターボ係数がこの年から1.4から1.7に変更されたことから、（3.0L×1.7で）5.2L扱いになり、大幅に最低重量が上げられこちらも苦戦。トヨタはスープラのエボリューションモデル「ターボA」を8月に500台限定発売。公認取得後、最終戦インターTECに投入、2位に入賞した。シーズン序盤、鈴木亜久里／アンデルス・オロフソンのドライブで開幕2連勝を果たしたニスモワークスのR31型スカイラインだったが、以降4戦は地力に勝るシエラに勝つことができず、シリーズチャンピオンはフォードシエラRS500を駆った横島久が獲得した。
前年までエアポケット状態で、様々なマシンが参戦したクラス2だが、BMW M3の登場で一転ワンメイク状態に。クラス3ではベース車両のモデルチェンジに合わせ、AE92型カローラレビン、EF3型シビックが登場。カローラレビンvsシビックの対決は93年のグループA終焉まで続くこととなる。

### 1989年（昭和64年／平成元年）
この年から星野一義がシリーズフル参戦。一方三菱は撤退し、クラス1はトヨタ、日産、フォードの3メーカーに。星野のドライブするカルソニックスカイラインは全6戦中4回ポールポジションを獲得と、抜群の速さを見せたが、決勝ではトラブルに見舞われることが多く1勝止まり。対する長谷見昌弘ドライブのリーボックスカイラインが3勝を挙げ、シリーズチャンピオンに輝いた。しかし最終戦インターTECではシエラに勝つことができず、製造者部門の王者はフォードにさらわれることに。日産4勝、フォード2勝。

### 1990年（平成2年）

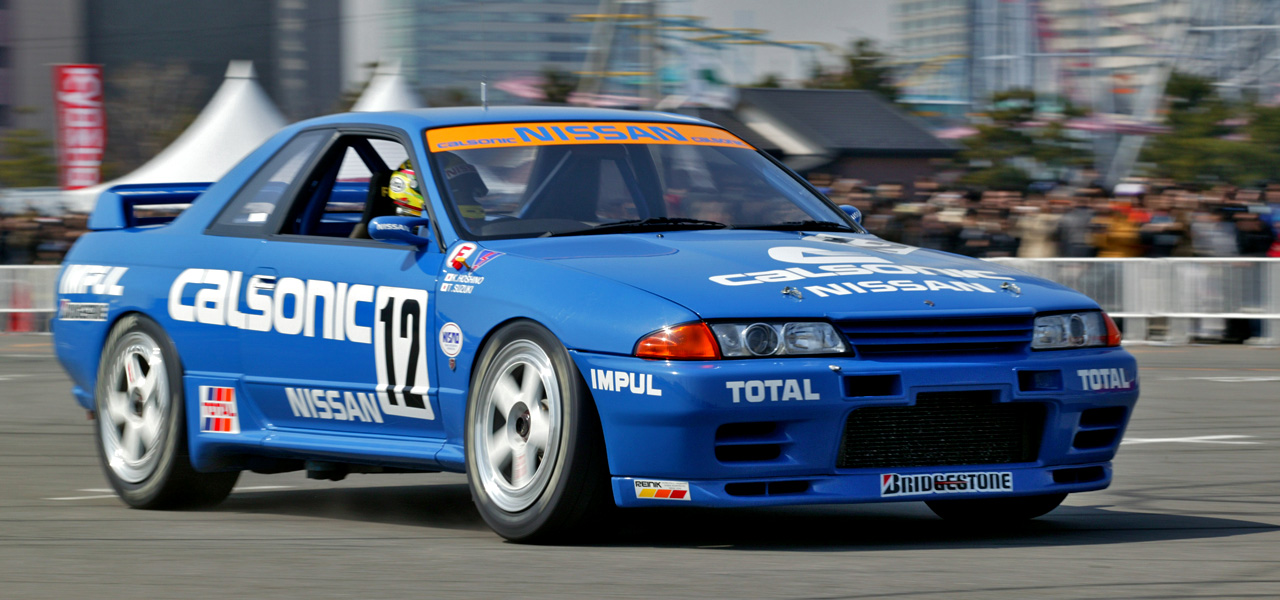
1990 カルソニック スカイライン
ニスモのエキシビションにて

R32型スカイラインGT-Rがデビュー。全6戦ポールポジション・優勝の完全制覇を成し遂げる。同じクラス1でもGT-Rとシエラは別クラスの様相を呈し、7台のシエラ同士の「3位争い」も激戦だった。一方でスープラはトヨタがワークス活動を停止し「試合放棄」状態で低迷した。GT-R見たさにこの年の全日本ツーリングカー選手権はどのラウンドも超満員。最終戦インターTECは主催者発表で87,500人と、WECを上回る動員を記録した。第5戦西仙台ハイランドからはオブジェクトTもGT-Rを導入し3台体制となった。ちなみにこのレース（第5戦）ではGT-Rが表彰台を独占した。
シリーズチャンピオンはカルソニックスカイラインの星野一義が獲得。カルソニック5勝、リーボック1勝。

### 1991年（平成3年）
クラス1には前年のインパル（ブリヂストン）、ハセミ（ダンロップ）、オブジェクトT（トーヨー）に、ヨコハマを履くタイサンが新たにGT-R勢に加わり、計4台のGT-Rがフル参戦。シーズン途中には日産のジュニア・フォーミュラだったザウルスカップの東西チャンピオンが育成を兼ねてスポット参戦した。一方トヨタは、スープラが撤退しクラス3のカローラのみの参戦に。シエラ勢は開幕戦では2台参加したが、第2戦以降はFETのみのエントリーという状態となり、最終戦インターTECでついにFETもGT-Rへと鞍替えしたため国内からの参加はなくなり、インターTECへ来日した海外勢のシエラ1台を除き、クラス1はついにGT-Rのワンメイク状態になった。クラス3では市販車のモデルチェンジに合わせインターTECでAE101型カローラレビンがデビュー。
シリーズチャンピオンはリーボックスカイラインの長谷見昌弘。

### 1992年（平成4年）
クラス1は7台のGT-R（インパル、ハセミ、日鉱共石、オブジェクトT、タイサン、HKS、FET）のワンメイク状態。最終戦のインターTECではタイ人ドライバー2人を擁するGT-Rがもう1台参戦した。GT-R勢はNISMOの主導でマシン制作やエンジンメンテナンス、チューニングが行われることになり、日鉱共石はNISMOの社内チームとして登場だった。一方で、HKSは自社メンテナンス体制を形成し、チューニングに対して独自のアプローチを行った。タイサンは高橋健二に代わって高橋国光が参戦、土屋圭市との新旧「ドリフトキング」のタッグによる「ドリキンコンビ」が結成し、後のチーム国光への源流となった。クラス3にはEG6型シビックがデビュー。
チャンピオンは2勝を挙げた長谷見昌弘が2年連続で獲得。インパル3勝、ニスモ2勝、オブジェクトT1勝。

### 1993年（平成5年）
翌年からFIAクラスⅡ・ニューツーリングカー（2.0Lエンジン搭載の4ドアセダン、後スーパーツーリングカーと改称）への移行が決定し、このシーズンがグループAカテゴリー最終年。参加車両はR32型スカイラインGT-R（クラス1）、BMW M3（クラス2）、AE101カローラレビン、EG6シビック（共にクラス3）の4車種だけになってしまったが、グループAラスト・イヤーと言うことで、どのラウンドもサーキットは超満員。最終戦インターTECは主催者発表で94,600人の大観衆を集めた。1960年代の日本GPを除けば、富士スピードウェイの観客動員最高記録である。
クラス1のGT-Rは前年と変わらぬ陣容で7台がエントリー。この年は日鉱共石に加えてタイサンもニスモ社内チームへと移行している。FET以外のGT-Rが勝利を収めたが、4勝あげたカルソニックがチャンピオンに。ただし星野はMINEのF3000でクラッシュした影響で、翌週開催の第2戦SUGOを欠場（代役はアンデルス・オロフソン）。ドライバーズタイトルはフル参戦したチームメイトの影山正彦が手にした。終わってみれば、1990年（平成2年）の初参戦以来、4年間でGT-Rは29戦全勝を飾ったほか、この間のポールポジション、ファステストラップもGT-R勢が記録するなど、圧倒的な強さを維持し、誇示し続ける結果となった。

## 歴代チャンピオン
情報源：

### クラス1
| 年     | ドライバーズ （マシン）                                        | マニュファクチャラー |
| ------ | -------------------------------------------------------------- | -------------------- |
| 1985年 | 長坂尚樹／ 茂木和男 （BMW・635CSi）                            | BMW AG               |
| 1986年 | 鈴木亜久里 （日産・スカイライン）                              | 日産自動車株式会社   |
| 1987年 | 長坂尚樹 （フォード・シエラRSコスワース）                      | FORD                 |
| 1988年 | 横島久 （フォード・シエラRSコスワース）                        | FORD                 |
| 1989年 | 長谷見昌弘／ アンデルス・オロフソン （日産・スカイライン）     | FORD                 |
| 1990年 | 星野一義／ 鈴木利男 （日産・スカイラインGT-R）                 | 日産自動車株式会社   |
| 1991年 | 長谷見昌弘／ アンデルス・オロフソン （日産・スカイラインGT-R） | 日産自動車株式会社   |
| 1992年 | 長谷見昌弘／ 福山英朗 （日産・スカイラインGT-R）               | 日産自動車株式会社   |
| 1993年 | 影山正彦 （日産・スカイラインGT-R）                            | 日産自動車株式会社   |

### クラス2
| 年     | ドライバーズ （マシン）                                             | マニュファクチャラー   |
| ------ | ------------------------------------------------------------------- | ---------------------- |
| 1985年 | 辻本征一郎 （日産・シルビア）                                       | 日産自動車株式会社     |
| 1986年 | 高杉好成 （三菱・ミラージュ）                                       | 三菱自動車工業株式会社 |
| 1987年 | 柳田春人 （BMW・M3）                                                | BMW Motorsport GmbH    |
| 1988年 | 柳田春人／ ウィル・ホイ （BMW・M3）                                 | BMW Motorsport GmbH    |
| 1989年 | 高橋健二 （BMW・M3）                                                | BMW Motorsport GmbH    |
| 1990年 | ローランド・ラッツェンバーガー／ 中川隆正 （BMW・M3）               | BMW Motorsport GmbH    |
| 1991年 | ローランド・ラッツェンバーガー／ トーマス・ダニエルソン （BMW・M3） | BMW Motorsport GmbH    |
| 1992年 | 茂木和男 （BMW・M3）                                                | BMW Motorsport GmbH    |
| 1993年 | アンドリュー・ギルバート＝スコット／ 中谷明彦 （BMW・M3）           | BMW Motorsport GmbH    |

### クラス3
| 年     | ドライバーズ （マシン）                        | マニュファクチャラー |
| ------ | ---------------------------------------------- | -------------------- |
| 1985年 | 星野薫 （トヨタ・カローラレビン）              | トヨタ自動車株式会社 |
| 1986年 | 伊東薫／ 津々見友彦 （ホンダ・シビック）       | トヨタ自動車株式会社 |
| 1987年 | 中子修／ 岡田秀樹 （ホンダ・シビック）         | 本田技研工業株式会社 |
| 1988年 | 中子修／ 岡田秀樹 （ホンダ・シビック）         | 本田技研工業株式会社 |
| 1989年 | 茂木和男／ 小幡栄 （トヨタ・カローラレビン）   | 本田技研工業株式会社 |
| 1990年 | 鈴木恵一／ 新田守男 （トヨタ・カローラレビン） | 本田技研工業株式会社 |
| 1991年 | 中子修／ 岡田秀樹 （ホンダ・シビック）         | 本田技研工業株式会社 |
| 1992年 | 中子修／ 岡田秀樹 （ホンダ・シビック）         | 本田技研工業株式会社 |
| 1993年 | 服部尚貴／ 金石勝智 （ホンダ・シビック）       | 本田技研工業株式会社 |

## 主な出場ドライバー
- 飯田章
- 岡田秀樹
- 小河等
- 小幡栄
- アンデルス・オロフソン
- 影山正彦
- 影山正美
- 片山右京
- 金石勝智
- 北野元

- 木下隆之
- トム・クリステンセン
- 黒澤琢弥
- 清水和夫
- 鈴木亜久里
- 鈴木恵一
- 鈴木利男
- 関谷正徳
- 高橋国光
- 高橋健二

- 土屋圭市
- 寺田陽次郎
- 都平健二
- 中子修
- 中嶋悟
- 長坂尚樹
- 中谷明彦
- 新田守男
- 長谷見昌弘
- 服部尚貴

- 福山英朗
- 星野薫
- 星野一義
- 松田秀士
- ミカ・サロ
- 見崎清志
- 茂木和男
- 山田英二
- 横島久
- ステファン・ヨハンソン

- ローランド・ラッツェンバーガー
- 和田孝夫

## 主な参戦メーカー
- 日産自動車
- トヨタ自動車
- 本田技研工業
- 三菱自動車工業
- いすゞ自動車
- オペル
- BMW
- フォード
- ボルボ
- メルセデス・ベンツ
- ローバー
- ジャガー
- ホールデン

## 主な参戦チーム
- ニスモ
- ホシノインパル
- ハセミモータースポーツ
- オートビューレック
- トムス
- ラリーアート
- レイトンハウス
- ムーンクラフト
- 中嶋企画
- オブジェクトT
- 土屋エンジニアリング
- 無限
- エッチ・ケー・エス
- チーム国光
- チーム・タイサン